# 音源
音源（おんげん）は、音の発生源。あるいは、音のデータ・ソース元。
- 音が発生する場所、またはその物体。
- コンピュータ等で音を出すための機構、そのための回路、部品。
- 電子楽器の楽音生成部、およびそれをモジュール化して独立させた機器（音源モジュール）。
- CDアルバムなど、そこから音が得られる媒体のことを指すこともある。媒体そのものは音を発生させないため、誤用から始まった表現方法。

## コンピュータ等で音を出すための機構
電子的に再生音を作成する機構、回路。電子楽器の心臓部。シンセサイザー、電子オルガン、電子ピアノなどの電子楽器、音源モジュールなどに組み込まれる他、ゲーム機、パソコン、携帯電話等に搭載される。
方式としては（観点にもよるので以下のような分類が絶対といったようなことはない）、
- PSG (SSG)
- FM音源
- LA音源
- PD音源
- PCM音源
- 波形メモリ音源 (Wavetable音源)
- 物理モデル音源

などがある。
ひとつの音源チップで複数の方式を実装しているものもある。またDSPのような信号処理に強いプロセッサや、200x年代以降は通常のCPUを使っても音声波形を処理する計算が可能になってきたことで、いわゆる「ソフトウェア音源」といったものも一般的になった。
メロディICのように、あらかじめデータが書き込まれた音源も存在する。
別な観点からは、PCの仕様の一部として策定されたものもあるが、これはどちらかというとコンテンツの快適な再生などといった観点から、最低要求水準を定めたものであり、それを満たしていることが一般的になると、通常は特に言及もされなくなった。
- Audio Codec 97(AC'97)
- HD Audio(High Definition Audio)

## 電子楽器の楽音生成部、およびそれを独立させた機器（音源モジュール）
他には、共通規格という観点から、
- MIDI音源 (MIDI)

といった分類もある。